# Андреас Кофлер
Андреас Кофлер (нім. Andreas Kofler, 17 травня 1974) — австрійський стрибун з трампліна, дворазовий олімпійський чемпіон, чемпіон світу.
Свою першу перемогу на етапах Кубка світу Андреас Кофлер здобув у 2006. На Туринській олімпіаді він виборов золоту олімпійську медаль і звання олімпійського чемпіона разом із товаришами зі збірної Австрії в командних змаганнях. Збірна Австрії та Андреас Кофлер зуміли повторити цей успіх у Ванкувері. У Турині Кофлер здобув також срібло в стрибках з великого трамліна.
Разом із збірною Австрії Кофлер також ставав чемпіоном світу в стрибках з трамліна й польотах на лижах.
У сезоні 2009/2010 Кофлер виграв Турнір чотирьох трамплінів.